# Financial Intermediation Services, Indirectly Measured
Die Financial Intermediation Services, Indirectly Measured, abgekürzt FISIM, zu deutsch „Finanzserviceleistungen, indirekte Messung“ bezeichnen in den Volkswirtschaftlichen Gesamtrechnungen die indirekten Entgelte der Banken aus dem Kredit- und Einlagengeschäft, die diese neben den direkt erzielten Umsätzen (zum Beispiel Kontoführungsgebühren) erzielen. Sie werden vom Statistischen Bundesamt in Modellrechnungen ermittelt. Die FISIM sind zum Teil im Produktionswert und in den Vorleistungen enthalten, aber auch im Konsum, im Export und in den Importen.